# Charentenay
Charentenay es una localidad y comuna francesa situada en la región de Borgoña, departamento de Yonne, en el distrito de Auxerre y cantón de Coulanges-la-Vineuse.

## Demografía
| 623 | 638 | 669 | 653 | 678 | 709 | 713 | 693 | 661 | 668 | 636 | 638 | 644 | 609 | 604 | 551 | 522 | 487 | 496 | 460 | 380 | 362 | 358 | 359 | 345 | 321 | 306 | 339 | 303 | 274 | 237 | 255 | 257 |
| Para los censos de 1962 a 1999 la población legal corresponde a la población sin duplicidades (Fuente: INSEE [Consultar]) |     |     |     |     |     |     |     |     |     |     |     |     |     |     |     |     |     |     |     |     |     |     |     |     |     |     |     |     |     |     |     |     |